# Неортодоксальна композиція
Неортодоксальна композиція (англ. heterodox composition) — область шахової композиції, в якій завдання суперечить цілям звичайних шахів. Включає дві групи завдань з наступними умовами:
а) Кооперативний мат (англ. helpmate)
б) Зворотний мат (англ. selfmate)